# Josef Kirschner (politik)
Josef Kirschner (16. června 1829 Pertoltice pod Ralskem – 6. února 1901 Mimoň) byl rakouský politik německé národnosti působící v Čechách. Na konci 19. století byl poslancem Říšské rady.

## Biografie
V roce 1851 převzal rodinný statek v Pertolticích pod Ralskem. Zapojil se do veřejného a politického života. V roce 1860 se stal starostou obce. Od roku 1864 zasedal v okresním výboru v Mimoni a od roku 1870 i v okresní školní radě v České Lípě. Následně působil jako okresní starosta v Mimoni.
Koncem 70. let 19. století se zapojil i do celostátní politiky. Ve volbách do Říšské rady roku 1879 (celostátní zákonodárný sbor) byl zvolen za kurii venkovských obcí, obvod Česká Lípa, Jablonné, Dubá, Bělá p. Bezdězem atd. Za týž obvod uspěl i ve volbách do Říšské rady roku 1885, volbách do Říšské rady roku 1891 a volbách do Říšské rady roku 1897. V roce 1897 se uvádí jako zemědělec a okresní starosta. Ve volbách do Říšské rady roku 1901 již kvůli špatnému zdravotnímu stavu nekandidoval.
Roku 1879 se uváděl jako německý liberál (liberálně a centralisticky orientovaná Ústavní strana, odmítající federalistické aspirace neněmeckých etnik).). Na Říšské radě je v říjnu 1879 zmiňován coby člen mladoněmeckého Klubu sjednocené Pokrokové strany (Club der vereinigten Fortschrittspartei). Po volbách roku 1885 zasedal v klubu Sjednocené levice, do kterého se spojilo několik ústavověrných (liberálně a centralisticky orientovaných politických proudů). Po rozpadu Sjednocené levice přešel do frakce Německý klub. V roce 1890 se uvádí jako poslanec obnoveného klubu německých liberálů, nyní oficiálně nazývaného Sjednocená německá levice. I ve volbách roku 1891 byl na Říšskou radu zvolen za klub Sjednocené německé levice. Ve volbách roku 1897 byl do parlamentu zvolen za Německou pokrokovou stranu.
Zemřel v únoru 1901 po dlouhé nemoci. Pohřeb se konal v Mimoni.